# TIAFF
TIAFF of Tilburgs Architectuur Film Festival is een jaarlijks in april gehouden filmfestival dat films, shorts, animaties en documentaires vertoont over architectuur, stedelijke ontwikkeling, stedenbouw, landschapsarchitectuur en stadscultuur. 
Het festival is gericht op architecten, stedenbouwers, landschapsarchitecten en culturelen die aandacht hebben voor stedelijke ontwikkelingen, zet in op een programma dat aansluit bij onderwijs en culturele instellingen en programmeert films die aansluiten bij lokale onderwerpen (zoals de film over Westpoint in 2018). 
TIAFF hanteert een thematische benadering (2018: the social component) en maakt het denken over de ruimtelijke omgeving toegankelijk middels film en het begeleiden van films met inleidingen en Q&A-gesprekken.   
Het festival ontstond in 2015, vanuit een initiatief van de BNA kring Midden Brabant. Naar aanleiding van dit festival is in 2016 stichting TIAFF opgericht voor de organisatie van het festival. 